# 1074年
| 千纪： | 2千纪 |
| 世纪： | 10世纪 \| 11世纪 \| 12世纪                                                                                 |
| 年代： | 1040年代 \| 1050年代 \| 1060年代 \| 1070年代 \| 1080年代 \| 1090年代 \| 1100年代                           |
| 年份： | 1069年 \| 1070年 \| 1071年 \| 1072年 \| 1073年 \| 1074年 \| 1075年 \| 1076年 \| 1077年 \| 1078年 \| 1079年 |
| 纪年： | 甲寅年（虎年）；辽咸雍十年；北宋熙宁七年；西夏大安元年；大理保德元年；越南太寧三年；日本延久六年，承保元年 |

## 大事记
- 王安石第一次罷相，轉知江寧府。

## 逝世
- 楊文廣，北宋軍事將領，楊延昭次子。